# Église de la Naissance-de-Saint-Jean-Baptiste d'Ouglitch

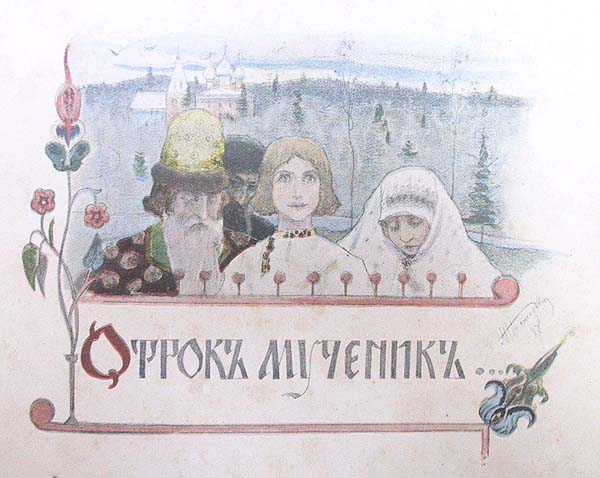
Livre sur l'enfant-martyr Ivan Nikiforovitch Tchepolosov

L'église de la Naissance-de-Saint-Jean-Baptiste (en russe : церковь Рождества Иоанна Предтечи) est une église orthodoxe d'Ouglitch, un édifice architectural construit en 1689-1690. 

## Histoire
Elle est située au bout de la rue Spasska à côté du Monastère de la Résurrection, le long de la Volga. Elle a été édifiée grâce aux dons du riche marchand d'Ouglitch Nikifore Tchépolosov en souvenir de l'assassinat de son fils martyr Ivan Nikiforovitch par son intendant Roudak. L'édifice est remarquable par son clocher à pyramide ajourée et son porche robuste soutenu par quatre colonnes pansues
Cinq dômes dominent l'église. Un réfectoire et un clocher à l'entrée complètent l'ensemble. La décoration est de riches carreaux de porcelaine. L'église est représentée par le peintre Nicolas Roerich dans son tableau "Ouglitch".

## Sources
- Ярославская область. Путеводитель в серии «Ле пти фюте», издательство «Авангард», (Oblast de Iaroslavl. Guide des éditions « Avantgarde »
- Рапов, Михаил Александрович (M. A Rapov). Récits sur les pierres de Iaroslavl. Ярославль: Édition de la Haute-Volga. — 1965.